# جليل جعفري
جليل جعفري هو سياسي إيراني، ولد في 1967 في غيوي في إيران. انتخب عضو مجلس الشورى الإسلامي ‏.